# Жечиці (Сілезьке воєводство)
Жечиці (пол. Rzeczyce) — село в Польщі, у гміні Рудзінець Гливицького повіту Сілезького воєводства.
Населення — 591 особа (2011).
У 1975—1998 роках село належало до Катовицького воєводства.

## Демографія
Демографічна структура станом на 31 березня 2011 року:
|          | Загалом | Допрацездатний вік | Працездатний вік | Постпрацездатний вік |
| -------- | ------- | ------------------ | ---------------- | -------------------- |
| Чоловіки | 291     | 65                 | 187              | 39                   |
| Жінки    | 300     | 51                 | 170              | 79                   |
| Разом    | 591     | 116                | 357              | 118                  |